# Бериша Зия
Бериша Зия (на албански: Berisha Zia; на македонска литературна норма: Бериша Зиjа) е актьор от Социалистическа република Македония.

## Биография
Роден е на 13 септември 1932 г. в град Скопие. Зия е един от основателите на Театърът на народностите в Скопие. От 1959 г. работи в Албанската драма. Сред по-известните му роли в театъра са на Хаджи Замфир в „Зона Замфирова“, Ибро в „Три свята“, Арсо в „Чорбаджи Теодос“, Хаджи Трайко в „Бегълка“. Умира през 1992 г. в Скопие.